# Georges-Emmanuel Clancier

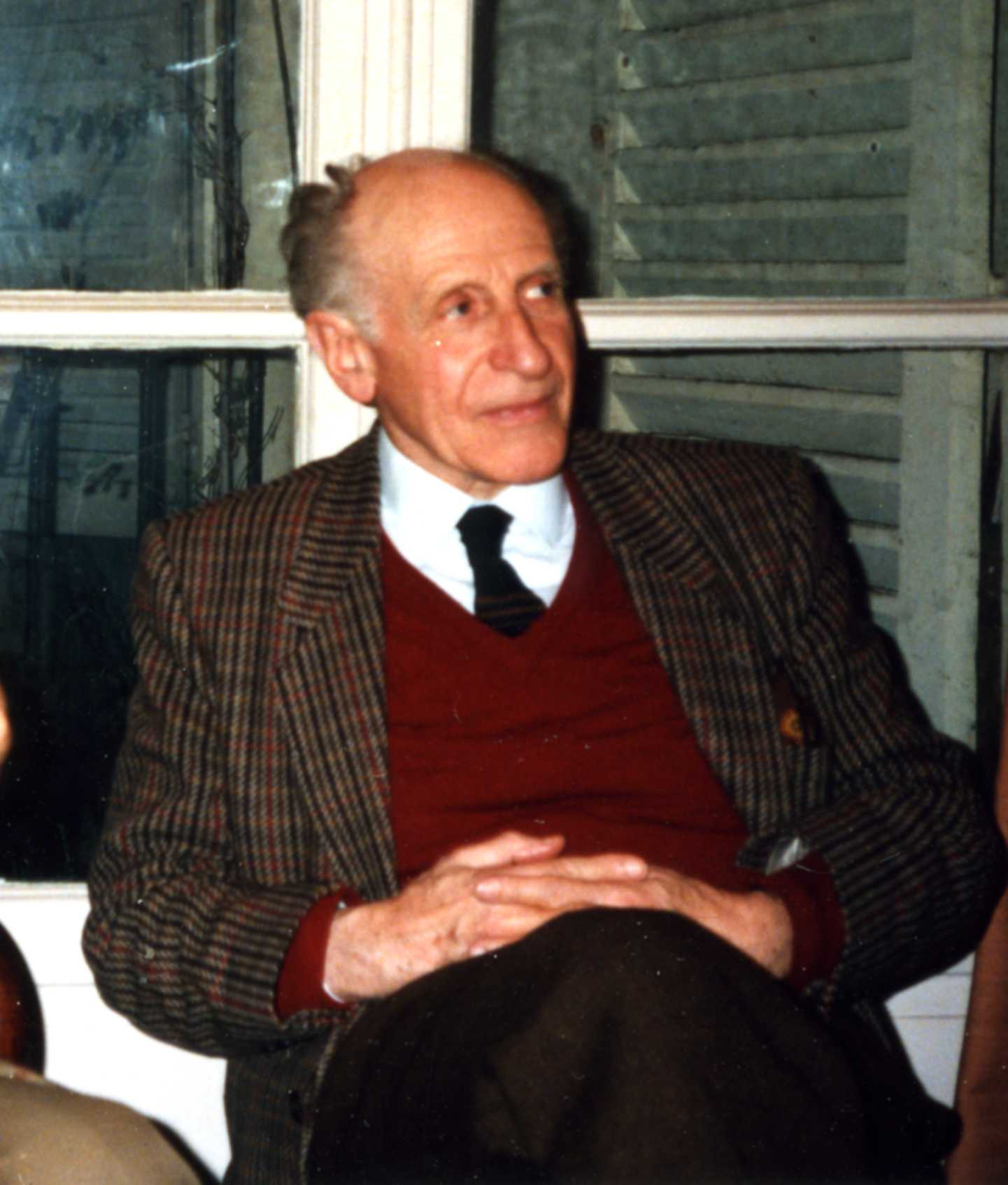
Georges-Emmanuel Clancier 1987

Georges-Emmanuel Clancier (* 3. Mai 1914 in Limoges; † 4. Juli 2018 in Paris) war ein französischer Dichter, Schriftsteller und Hörfunkjournalist.

## Leben und Werk
Georges-Emmanuel Clancier besuchte das Gymnasium in Limoges, wo er Schüler von Jean Hyppolite war. Er studierte Philologie in Poitiers und Toulouse, schrieb ab 1937 Romane und Gedichte und war ab 1941 Mitarbeiter der von Max-Pol Fouchet gegründeten Zeitschrift Fontaine. Nach dem Krieg war er als preisgekrönter Hörfunkreporter tätig und stieg in die Programmgestaltung der ORTF auf. 1945 gründete er mit René Rougerie (1926–2010) und Robert Margerit (1910–1988) die Zeitschrift Centres. In seinem langen Leben (dessen erstes Drittel er zum Gegenstand einer mehrbändigen Autobiographie machte) veröffentlichte er zahlreiche Romane, Erzählungen, Gedichte und literaturkritische Arbeiten. Von 1976 bis 1979 war er Präsident des französischen PEN-Clubs. 1971 erhielt er den Grand prix de littérature de l’Académie française und 1996 den Grand prix de littérature de la Société des gens de lettres (SGDL). 1992 erhielt er den Prix Goncourt für Dichtung. Am bekanntesten ist sein Romanwerk Le Pain noir, das auch ins Deutsche übersetzt wurde. Der wesentliche Teil seiner Werke speist sich aus Clanciers limousinischer Abstammung und Kindheit.
Er war mit der Psychoanalytikerin Anne Clancier (1913–2014) verheiratet. Er starb 2018 im Alter von 104 Jahren.

## Werke (Auswahl)

### Dichtung (Auswahl)
- Le paysan céleste suivi de Notre part d’or et d’ombre. Poèmes 1950–2000. Gallimard, Paris 2008. (Vorwort von André Dhôtel)
- Vive fut l’aventure. Poèmes. Gallimard, Paris 2008.
- Au secret de la source et de la foudre. Gallimard, Paris 2018. (1960–1980)

### Romane (Auswahl)

#### Le Pain noir
- Le Pain noir. 1956. Grand Prix du roman de la Société des gens de lettres en 1957.
- La fabrique du roi. 1957.
  - (beide Titel, deutsch) Mein Acker, die Zeit. Claassen, Hamburg 1959.
- Les drapeaux de la ville. Laffont 1959.
- La dernière saison. 1961.

#### Weitere Romane
- Les incertains. Seghers 1965. Laffont 1970.
  - (deutsch) Das Haus auf der Insel. Neff, Berlin 1972.
- L’éternité plus un jour. Laffont 1969. J’au lu 1978. Laffont 1985. Table ronde 2005 (mit Nachwort des Verfassers)